# Пальцо (Брянський район)
Пальцо (рос. Пальцо) — селище в Брянському районі Брянської області Російської Федерації.
Населення становить 629 осіб. Входить до складу муніципального утворення Пальцовське сільське поселення.

## Історія
Від 2005 року входить до складу муніципального утворення Пальцовське сільське поселення.

## Населення
| 1959 | 1970  | 1979  | 1989  | 2010  | 2012 | 2013 |
| ---- | ----- | ----- | ----- | ----- | ---- | ---- |
| 2312 | ↘1720 | ↘1653 | ↘1427 | ↘1010 | ↘986 | ↘975 |
| 2014 | 2015  | 2016  | 2017  |       |      |      |
| ↘944 | ↘939  | ↘924  | ↘897  |       |      |      |